# Börtala, Xinjiang
Börtala är en mongolisk autonom prefektur i den autonoma regionen Xinjiang i nordvästra Kina. Den ligger omkring 470 kilometer väster om regionhuvudstaden Ürümqi och gränsar till Kazakstan i väster. Namnet Börtala kan härledas till det mongoliska uttrycket Boro tala, som betyder "grå stäpp".
Trots att mongolerna är den titulära nationaliteten i den autonoma prefekturen utgör de endast 5,64 procent av befolkningen, den övervägande delen av befolkningen är istället hankineser.

## Administrativ indelning
Det autonoma prefekturen Bortala indelas i en stad på häradsnivå och två härad.
| Karta    | Karta    | Karta     | Karta        | Karta                  | Karta                     | Karta                  | Karta      | Karta                      |
| -------- | -------- | --------- | ------------ | ---------------------- | ------------------------- | ---------------------- | ---------- | -------------------------- |
|          |          |           |              |                        |                           |                        |            |                            |
| Nr       | Namn     | Kinesiska | Pinyin       | Uiguriska (kona yezik̡) | Uigur-latin (yengi yezik̡) | Befolkning (2000 est.) | Area (km²) | Befolknings- täthet (/km²) |
| Byfylker |          |           |              |                        |                           |                        |            |                            |
| 1        | Börtala  | 博乐市    | Bólè shì     | بۆرتالا شەھىرى         | Börtala shehiri           | 224 869                | 7 802      | 28,8                       |
| Fylker   |          |           |              |                        |                           |                        |            |                            |
| 2        | Jinghe   | 精河县    | Jīnghé xiàn  | جىڭ ناھىيىسى           | Jing nahiyisi             | 130 000                | 11 189     | 12                         |
| 3        | Arishang | 温泉县    | Wēnquán xiàn | ئارىشاڭ ناھىيىسى       | Arishang nahiyisi         | 65 641                 | 5 905      | 11,1                       |

## Klimat
Genomsnittlig årsnederbörd är 237 millimeter. Den regnigaste månaden är juli, med i genomsnitt 29 mm nederbörd, och den torraste är december, med 11 mm nederbörd.